# Бурич, Андрей
Андрей Бурич (хорв. Andrej Burić; род. 6 февраля 1989 года, Риека) — хорватский лыжник, участник Олимпийских игр в Ванкувере. 
В Кубке мира Бурич дебютировал в 2010 году, в спринтерской гонке, на сегодняшний день дебютная гонка остается единственной его гонкой в рамках Кубка мира, в этой гонке он занял 95-е, последнее, место.
На Олимпиаде-2010 в Ванкувере занял 75-е место в гонке на 15 км свободным стилем.
За свою карьеру принимал участие в двух чемпионатах мира, лучший результат - 84-е место в гонке на 15 км классическим стилем на чемпионате мира 2011 года.